# Aignes-et-Puypéroux
Aignes-et-Puypéroux foi uma comuna francesa na região administrativa da Nova Aquitânia, no departamento de Charente. Estendia-se por uma área de 12,99 km². Em 2010 a comuna tinha 261 habitantes (densidade: 20,1 hab./km²).
Em 1 de janeiro de 2017, passou a formar parte da nova comuna de Montmoreau.